# Алексеево-Лозовский район
Алексеево-Лозовский район — административно-территориальная единица в составе Ростовской области РСФСР, существовавшая в РСФСР в 1934—1959 годах. Административный центр — село Алексеево-Лозовское.

## История
В 1934—1937 годах район входил в Северо-Донской округ в составе Азово-Черноморского края.
13 сентября 1937 года район (с центром в слободе Алексеево-Лозовская) вошёл в состав Ростовской области.
Указом Президиума Верховного Совета СССР от 6 января 1954 года из Ростовской области была выделена Каменская область (с центром в г. Каменск-Шахтинский). Территория Алексеево-Лозовского района вошла в состав Каменской области.
В соответствии с Указом Президиума Верховного Совета РСФСР от 19 ноября 1957 года Каменская область была упразднена. Алексеево-Лозовский район был возвращён в состав Ростовской области.
В июне 1959 года Алексеево-Лозовский район был упразднён. Его территория вошла в Чертковский район.